# Episodi di Vanished
La prima e unica stagione della serie televisiva Vanished è stata trasmesso negli Stati Uniti dal canale Fox dal 21 agosto 2006 al 12 febbraio 2007. 
In Italia, è stata trasmessa in prima visione assoluta dall'11 giugno 2008 al 25 luglio 2008 su Italia 1. 
Inizialmente la serie è andata in onda con due episodi a sera il venerdì (più una serata straordinaria, un mercoledì, con i primi due episodi) in prima serata alle ore 21:10, ma a causa dei bassi ascolti riportati, a partire dall'11 luglio 2008, la serie viene spostata in seconda serata, alle ore 23:40, con un solo episodio a sera.
| nº | Titolo originale     | Titolo italiano     | Prima TV USA      | Prima TV Italia |
| -- | -------------------- | ------------------- | ----------------- | --------------- |
| 1  | Pilot                | Sparita nel nulla   | 21 agosto 2006    | 11 giugno 2008  |
| 2  | The Tunnel           | Il tunnel           | 28 agosto 2006    | 11 giugno 2008  |
| 3  | Drop                 | Il riscatto         | 4 settembre 2006  | 13 giugno 2008  |
| 4  | Before the Flood     | Il mistero sommerso | 11 settembre 2006 | 13 giugno 2008  |
| 5  | The Feed             | La pista            | 18 settembre 2006 | 20 giugno 2008  |
| 6  | Black Box            | La scatola nera     | 25 settembre 2006 | 20 giugno 2008  |
| 7  | Resurrection         | Resurrezione        | 2 ottobre 2006    | 27 giugno 2008  |
| 8  | Aftermath            | Riflessi            | 3 novembre 2006   | 27 giugno 2008  |
| 9  | The New World        | Il nuovo mondo      | 10 novembre 2006  | 4 luglio 2008   |
| 10 | The Cell             | La cella            | mai trasmesso     | 4 luglio 2008   |
| 11 | The Proffer          | L'offerta           | mai trasmesso     | 11 luglio 2008  |
| 12 | The Velocity of Sara | La velocità di Sara | mai trasmesso     | 18 luglio 2008  |
| 13 | Warm Springs         | Fuga pericolosa     | mai trasmesso     | 25 luglio 2008  |

## Sparita nel nulla
- Titolo originale: Pilot
- Diretto da: Mimi Leder
- Scritto da: Josh Berman

### Trama
Il senatore Jeffrey Collins e sua moglie sono felicemente sposati. Sara sta per ricevere un premio per il suo lavoro alla Children First e ha una sorpresa da comunicare a suo marito. Quando Sara improvvisamente scompare, il senatore Collins e Graham Kelton, agente dell'FBI, cominciano le indagini per ritrovarla.
- Altri interpreti: Esai Morales (Michael Tyner), Josh Hopkins (Peter Manning), Joseph C. Phillips (J. T. Mason), Robin Pearson Rose (Signora Jerome), Rick Cramer (sequestratore), Tom Choi (Av Tech), Patrick Brown (agente subalterno), Michael Harney (Robert Rubia), Don McManus (Farther Moyer), Alex Craig Mann (Joe Manning), Joe Walsh (cliente della banca), Trip Henningson (Nathan Miller), Carlos Gómez (Kyle Torres), Randy Oglesby (Signor Jerome), Richard Gant (comandante di polizia), London Freeman (Studentd), Deena Dill (Nancy), Sunkrish Bala (agente FBI), Rosemary Garris, Seth William Meier (Biltmore Concierge), Nathan Moore (pescatore), Jenna Morse (Signora Javit)

## Il tunnel
- Titolo originale: The Tunnel
- Diretto da: Mimi Leder
- Scritto da: Carla Kettner

### Trama
L'FBI riceve una telefonata in cui un uomo dichiara di aver conosciuto Sara come Nicky Johnson diversi anni prima. Inoltre la ex-moglie del senatore Collins, Jessica, è sospettata di essere coinvolta nella scomparsa di Sara. Viene trovato un tunnel sotterraneo dove probabilmente è stata Sara. Qui l'agente Kelton trova un messaggio segreto riguardo St. Nathand e i numeri 9:29.
- Altri interpreti: Joseph C. Phillips (J.T. Morse), Robin Pearson Rose (Signora Jerome), Penelope Ann Miller (Jessica Nevins), Leslie Odom Jr. (Malik Christo), Josh Hopkins (Peter Manning), Katie Dolan (agente FBI), Juliette Goglia (Becca Jerome), Tony Donno (uomo), Esai Morales (Michael Tyner), Randy Oglesby (Signor Jerome)